# Lore Frey-Asche
Lore Frey-Asche (* als Lore Asche am 19. Dezember 1929 in Hannover; † 25. April 2011 in Marburg) war eine deutsche Klassische Archäologin.

## Leben und Leistungen
Lore Asche studierte Klassische Archäologie an der Universität Mainz und schloss ihr Studium 1956 mit der Promotion bei Roland Hampe ab. Für ihre Dissertation mit dem Titel Der Kantharos. Studien zu Form und Bedeutung von den Anfängen bis zum Ende der geometrischen Zeit bekam sie 1957/58 das Reisestipendium des Deutschen Archäologischen Instituts zugesprochen, mit dessen Hilfe sie Italien, Ägypten, Griechenland, die Türkei und die Levante bereisen konnte. Hier bildeten sich enge, für den Rest ihres Lebens bestehende Freundschaften zu ihren Mitstipendiaten Wolfgang Binsfeld, Heinz Cüppers, Otto-Herman Frey, Helmut Schläger und Klaus Tuchelt heraus. Einem Charakterzug Tuchelts folgend, redeten sie sich trotz enger Freundschaft das restliche Leben mit „Sie“ an. Den Mitstipendiaten Otto-Herman Frey heiratete Asche und trug seitdem den Doppelnamen Frey-Asche. Wie in den meisten Fällen bei Ehepaaren dieser Zeit in einem akademischen Arbeitsfeld machte Otto-Herman Frey eine akademische Karriere, während Lore Frey-Asche auf diese verzichtete. Dennoch blieb sie weiterhin bis an ihr Lebensende auch wissenschaftlich tätig. Häufig arbeitete sie mit Institutionen zusammen, die dort ihren Sitz hatten, wo ihr Mann gerade tätig war. Somit sind insbesondere Verbindungen nach Hamburg (Museum für Kunst und Gewerbe) und Marburg, zum Teil aber auch zu den Arbeiten Otto-Herman Freys sichtbar. Noch im fortgeschrittenen Alter wirkte sie als Übersetzerin griechischer Gedichte bei einem von Theodora Dimitroulia-Kohlhaas geleiteten Seminar an der Universität Marburg mit. In einer Traueranzeige hob die Familie die vier bedeutenden Säulen in Frey-Asches Leben hervor: Familie, Freunde, Reisen und die Archäologie.
Im Zentrum von Asche-Freys Forschungen standen die kleineren Formen des antiken Kunsthandwerks, insbesondere figürliche Werke der Koroplastik wie Terrakotta-Figuren. Sie erstellte einen Katalog der antiken Tonfiguren des Museums für Kunst und Gewerbe in Hamburg und arbeitete mit Danielle Leibundgut Wieland die Weihegeschenke aus der Grabung in Alt-Paphos auf. Die Texte zu den Hamburger Tonfiguren finden sich bis heute auch im Online-Katalog der Sammlung.

## Publikationen (Auswahl)
- Der Kantharos. Studien zu Form und Bedeutung von den Anfängen bis zum Ende der geometrischen Zeit. Dissertation Universität Mainz, Mainz 1956 (maschinenschriftlich, ungedruck).
- Zu einem goldenen Trinkhornbeschlag aus Weiskirchen. In: Tainia. Roland Hampe zum 70. Geburtstag am 2. Dezember 1978. Mainz 1980, S. 121–132.
- Ein Terrakotta-Thron in Hamburg. In: Kanon. Festschrift Ernst Berger zum 60. Geburtstag am 26. Februar 1988 gewidmet. Basel 1988, S. 150–155.
- Πoλλα μεν κυδωνια μαλα. In: Bathron. Beiträge zur Architektur und verwandten Künsten für Heinrich Drerup zu seinem 80. Geburtstag von seinen Schülern und Freunden. Saarbrücken 1988, S. 135–140.
- Tonfiguren aus dem Altertum. Antike Terrakotten im Museum für Kunst und Gewerbe Hamburg. Museum für Kunst und Gewerbe, Hamburg 1997, ISBN 3-923859-35-X.
- Aphrodite in Mainz. In: Istanbuler Mitteilungen. Band 46, 1999, S. 277–286.
- Griechische Götter an der Lahn. Die Abguss-Sammlung des Archäologischen Seminars in Marburg. In: Hessische Heimat. Band 49, 1999, S. 67–69
- mit Danielle Leibundgut Wieland: Weihgeschenke aus dem Heiligtum der Aphrodite in Alt-Paphos. Terrakotten, Skulpturen und andere figürliche Kleinvotive (= Ausgrabungen in Alt-Paphos auf Cypern. Band 7). Philipp von Zabern, Darmstadt und Mainz 2011, ISBN 978-3-8053-4315-2.[7]

Übersetzungen
- mit Sunhilt Rieckhoff, Heidi Lauer und Theodora Dimitroulia-Kohlhaas: Άγονη γραμμή – Ungewisse Fahrt. Griechenland nach dem Krieg. Dichter, Gedichte, historische Hintergründe. Eine Auswahl an Gedichten von Aris Alexandrou, Manolis Anagnostakis und Titos Patrikios. Verlag Dr. Dieter Winkler, Bochum 2010, ISBN 978-3-89911-139-2.